# Lopito Feijóo
João André da Silva Feijó, més conegut com a Lopito Feijóo (Lombe, província de Malanje, Angola, 29 de setembre de 1963) és un escriptor angolès en llengua portuguesa. Va estudiar a la Universitat Agostinho Neto de Luanda. Va escriure articles al Jornal de Angola.
Lopito Feijóo escriu novel·la usant formes de novel·la. Pertany a una generació de poetes angolesos els temes dels quals "giren al voltant de les relacions, l'amor i les complexitats de la vida".
Va ser actiu en l'organització del procés literari angolès i ha estat membre fundador d'una sèrie d 'organitzacions, entre elles, la Brigada Jovem de Literatura Angolana. És membre de la União dos Escritores Angolanos i cap de la Sociedade Angolana do Direito de Autor (SADIA).

## Obres
- Entre o Écran e o Esperma (1985)
- Doutrina (1987)
- Rosa Cor de Rosa (1987)
- Corpo a Corpo (1987)
- Cartas de Amor (1990)
- Meditando. Textos de Reflexão Geral sobre Literatura (1994)
- Marcas de Guerra
- Lex e Cal Doutrina